# El Ranchito, Acapulco de Juárez
El Ranchito är en ort i Mexiko.   Den ligger i kommunen Acapulco de Juárez och delstaten Guerrero, i den södra delen av landet, 290 km söder om huvudstaden Mexico City. El Ranchito ligger 34 meter över havet och antalet invånare är 267.
Terrängen runt El Ranchito är platt söderut, men norrut är den kuperad. Runt El Ranchito är det tätbefolkat, med 397 invånare per kvadratkilometer. Närmaste större samhälle är Amatillo, 1,9 km sydväst om El Ranchito. Omgivningarna runt El Ranchito är en mosaik av jordbruksmark och naturlig växtlighet.